# Leichtathletik-Länderkämpfe der Männer 1972 BR Deutschland – Dänemark und Irland – BR Deutschland
| 14./15. Leichtathletik-Länderkampf mit bundesdeutscher Beteiligung 1972         | 14./15. Leichtathletik-Länderkampf mit bundesdeutscher Beteiligung 1972 |
| ------------------------------------------------------------------------------- | ----------------------------------------------------------------------- |
|                                                                                 |                                                                         |
| Ländervergleich der Männer: BR Deutschland – Dänemark / Irland – BR Deutschland |                                                                         |
| Austragungsort                                                                  | Dublin                                                                  |
| Wettbewerbe                                                                     | 21                                                                      |
| Datum                                                                           | 5./6. August                                                            |
| 1. FRG 2. DNK                                                                   | 143 Punkte 080 Punkte                                                   |
| 1. FRG 2. IRL                                                                   | 150 Punkte 073 Punkte                                                   |
| Chronik                                                                         |                                                                         |
| ← FRG-CAN (F)                                                                   | SUI-FRG (M) →                                                           |

Im vierzehnten und fünfzehnten Vergleich des Länderkampfjahres 1972 trafen die bundesdeutschen Männer am 5./6. August zum einen auf Dänemark und zum anderen auf Gastgeber Irland. Mit Dänemark hatte es vorher sechs Begegnungen gegeben, die letzte hatte 1956 stattgefunden und lag damit bereits sechzehn Jahre zurück. Alle vorherigen Aufeinandertreffen waren an die Bundesrepublik Deutschland gegangen. Irland war zum ersten Mal Gegner für die bundesdeutschen Leichtathleten in einem Länderkampf. Die Veranstaltung in Dublin wurde nicht als Dreiländerkampf durchgeführt. Die Wettbewerbe fanden gemeinsam statt und wurden als Zweiländerbegegnungen getrennt gewertet.

## Wettbewerbe und Modus
Auf dem Programm standen 21 Wettbewerbe. Ausgetragen wurden die bei Länderkämpfen üblichen zwanzig Disziplinen sowie das 20-km-Gehen. Aus dem olympischen Wettbewerbskatalog fehlten nur der Marathonlauf, das 50-km-Gehen und der Zehnkampf. Die Punkte wurden nach dem Standardsystem verteilt. Im Gehwettbewerb waren drei Teilnehmer je Land zugelassen, von denen die beiden Besten in die Wertung kamen. Dänemark startete mit nur zwei Vertretern, die beide in die Wertung kamen.

## Ergebnis
Obwohl das bundesdeutsche Team nicht in Bestbesetzung am Start war, setzte sich die Mannschaft gegen beide Kontrahenten deutlich durch. In den Einzelläufen gab es acht Siege gegen Dänemark gegenüber zwei Erfolgen der Dänen. Irland kam in diesem Bereich auf vier Siege, die Bundesrepublik auf sechs. In beiden Staffeln und im Gehwettbewerb lagen die bundesdeutschen Sportler gegenüber Dänemark und Irland vorn. In den Bereichen Sprung und Wurf/Stoß gab es gegen die dänischen Vertreter jeweils drei Siege, die Dänen entschieden hier jeweils einen Wettbewerb für sich. Gegen die irischen Athleten verbuchte die Bundesrepublik alle technischen Disziplinen für sich. So gewann die Bundesrepublik Deutschland gegen Dänemark mit 143 zu achtzig Punkten und gegen Irland mit 140 zu 73 Punkten.

## Resultate

### 100 m
| Platz | Athlet               | Land | Zeit (s) | Länderkampfwertung | Länderkampfwertung |
| ----- | -------------------- | ---- | -------- | ------------------ | ------------------ |
| 1     | Heinz Rienecker      | FRG  | 10,8     | 1. FRG 2. DNK      | 8 P 3 P            |
| 2     | Rainer Kallnik       | FRG  | 10,9     | 1. FRG 2. DNK      | 8 P 3 P            |
| 3     | Søren Viggo Pedersen | DNK  | 11,0     | 1. FRG 2. DNK      | 8 P 3 P            |
| 4     | Vincent Becker       | IRL  | 11,1     | 1. FRG 2. IRL      | 8 P 3 P            |
| 5     | J. Markussen         | DNK  | 11,1     | 1. FRG 2. IRL      | 8 P 3 P            |
| 6     | Frank Walley         | IRL  | 11,2     | 1. FRG 2. IRL      | 8 P 3 P            |

Datum: 5. August

### 200 m
| Platz | Athlet               | Land | Zeit (s) | Länderkampfwertung | Länderkampfwertung |
| ----- | -------------------- | ---- | -------- | ------------------ | ------------------ |
| 1     | Siegfried Götz       | FRG  | 20,8     | 1. FRG 2. DNK      | 8 P 3 P            |
| 2     | Edgar Krüger         | FRG  | 21,0     | 1. FRG 2. DNK      | 8 P 3 P            |
| 3     | Fanahan McSweeney    | IRL  | 21,7     | 1. FRG 2. DNK      | 8 P 3 P            |
| 4     | Søren Viggo Pedersen | DNK  | 21,7     | 1. FRG 2. IRL      | 8 P 3 P            |
| 5     | Frank Foli-Andersen  | DNK  | 21,9     | 1. FRG 2. IRL      | 8 P 3 P            |
| 6     | Frank Walley         | IRL  | 22,1     | 1. FRG 2. IRL      | 8 P 3 P            |

Datum: 6. August
Der Rückenwind lag über dem Limit von 2,0 m/s.

### 400 m
| Platz | Athlet              | Land | Zeit (s) | Länderkampfwertung | Länderkampfwertung |
| ----- | ------------------- | ---- | -------- | ------------------ | ------------------ |
| 1     | Fanahan McSweeney   | IRL  | 46,4     | 1. FRG 2. DNK      | 8 P 3 P            |
| 2     | Karl-Norbert Jans   | FRG  | 47,3     | 1. FRG 2. DNK      | 8 P 3 P            |
| 3     | Wolfgang Druschky   | FRG  | 47,6     | 1. FRG 2. DNK      | 8 P 3 P            |
| 4     | Frank Foli-Andersen | DNK  | 48,4     | 1. IRL 2. FRG      | 6 P 5 P            |
| 5     | Denis O’Connell     | IRL  | 48,7     | 1. IRL 2. FRG      | 6 P 5 P            |
| 6     | E. Jørgensen        | DNK  | 48,8     | 1. IRL 2. FRG      | 6 P 5 P            |

Datum: 5. August

### 800 m
| Platz | Athlet            | Land | Zeit (min) | Länderkampfwertung | Länderkampfwertung |
| ----- | ----------------- | ---- | ---------- | ------------------ | ------------------ |
| 1     | John Dillon       | IRL  | 1:49,5     | 1. FRG 2. DNK      | 6 P 5 P            |
| 2     | Reiner Burmester  | FRG  | 1:50,3     | 1. FRG 2. DNK      | 6 P 5 P            |
| 3     | Sven-Erik Nielsen | DNK  | 1:50,3     | 1. FRG 2. DNK      | 6 P 5 P            |
| 4     | N. Kahlke         | DNK  | 1:50,4     | 1. IRL 2. FRG      | 6 P 5 P            |
| 5     | Reinhold Soyka    | FRG  | 1:52,5     | 1. IRL 2. FRG      | 6 P 5 P            |
| 6     | Noel Carroll      | IRL  | 1:53,6     | 1. IRL 2. FRG      | 6 P 5 P            |

Datum: 6. August

### 1500 m
| Platz | Athlet            | Land | Zeit (min) | Länderkampfwertung | Länderkampfwertung |
| ----- | ----------------- | ---- | ---------- | ------------------ | ------------------ |
| 1     | Tom Birger Hansen | DNK  | 3:52,2     | 1. DNK 2. FRG      | 6 P 5 P            |
| 2     | Frank Murphy      | IRL  | 3:52,6     | 1. DNK 2. FRG      | 6 P 5 P            |
| 3     | Dirk Stratmann    | FRG  | 3:53,4     | 1. DNK 2. FRG      | 6 P 5 P            |
| 4     | Arnd Krüger       | FRG  | 3:53,6     | 1. IRL 2. FRG      | 6 P 5 P            |
| 5     | John Dooley       | IRL  | 3:56,2     | 1. IRL 2. FRG      | 6 P 5 P            |
| 6     | B. Fallesen       | DNK  | 3:58,2     | 1. IRL 2. FRG      | 6 P 5 P            |

Datum: 5. August

### 5000 m
| Platz | Athlet         | Land | Zeit (min) | Länderkampfwertung | Länderkampfwertung |
| ----- | -------------- | ---- | ---------- | ------------------ | ------------------ |
| 1     | Gert Kärlin    | DNK  | 14:27,4    | 1. DNK 2. FRG      | 7 P 4 P            |
| 2     | Hartmut Bräuer | FRG  | 14:28,6    | 1. DNK 2. FRG      | 7 P 4 P            |
| 3     | Jørn Lauenborg | DNK  | 14:28,8    | 1. DNK 2. FRG      | 7 P 4 P            |
| 4     | Ulrich Brugger | FRG  | 14:29,0    | 1. FRG 2. IRL      | 8 P 3 P            |
| 5     | Donald Walsh   | IRL  | 14:36,2    | 1. FRG 2. IRL      | 8 P 3 P            |
| 6     | Neil Cusack    | IRL  | 14:42,4    | 1. FRG 2. IRL      | 8 P 3 P            |

Datum: 6. August

### 10.000 m
| Platz | Athlet          | Land | Zeit (min) | Länderkampfwertung | Länderkampfwertung |
| ----- | --------------- | ---- | ---------- | ------------------ | ------------------ |
| 1     | Detlef Uhlemann | FRG  | 29:17,0    | 1. FRG 2. DNK      | 8 P 3 P            |
| 2     | Donald Walsh    | IRL  | 29:17,6    | 1. FRG 2. DNK      | 8 P 3 P            |
| 3     | John Hartnett   | IRL  | 30:41,6    | 1. FRG 2. DNK      | 8 P 3 P            |
| 4     | Gerhard Fontana | FRG  | 30:56,0    | 1. FRG 2. IRL      | 6 P 5 P            |
| 5     | R. Thalund      | DNK  | 31:28,6    | 1. FRG 2. IRL      | 6 P 5 P            |
| 6     | Harry Munksgård | DNK  | 31:44,0    | 1. FRG 2. IRL      | 6 P 5 P            |

Datum: 5. August

### 110 m Hürden
| Platz | Athlet           | Land | Zeit (s) | Länderkampfwertung | Länderkampfwertung |
| ----- | ---------------- | ---- | -------- | ------------------ | ------------------ |
| 1     | Manfred Richter  | FRG  | 14,8     | 1. FRG 2. DNK      | 7 P 4 P            |
| 2     | Jesper Tørring   | DNK  | 14,8     | 1. FRG 2. DNK      | 7 P 4 P            |
| 3     | Werner Eikmeier  | FRG  | 14,9     | 1. FRG 2. DNK      | 7 P 4 P            |
| 4     | Steen Petersen   | DNK  | 15,0     | 1. FRG 2. IRL      | 8 P 3 P            |
| 5     | Shay Fitzpatrick | IRL  | 16,4     | 1. FRG 2. IRL      | 8 P 3 P            |
| 6     | J. Fanning       | IRL  | 16,5     | 1. FRG 2. IRL      | 8 P 3 P            |

Datum: 6. August

### 400 m Hürden
| Platz | Athlet           | Land | Zeit (s) | Länderkampfwertung | Länderkampfwertung |
| ----- | ---------------- | ---- | -------- | ------------------ | ------------------ |
| 1     | Manfred Klaußner | FRG  | 52,0     | 1. FRG 2. DNK      | 8 P 3 P            |
| 2     | Volkhard Müller  | FRG  | 52,0     | 1. FRG 2. DNK      | 8 P 3 P            |
| 3     | John Dillon      | IRL  | 53,0     | 1. FRG 2. DNK      | 8 P 3 P            |
| 4     | S. E. Dreisig    | DNK  | 55.8     | 1. FRG 2. IRL      | 8 P 3 P            |
| 5     | P. Smee          | IRL  | 56,0     | 1. FRG 2. IRL      | 8 P 3 P            |
| 6     | Sjvind Thorup    | DNK  | 56,8     | 1. FRG 2. IRL      | 8 P 3 P            |

Datum: 5. August

### 3000 m Hindernis
| Platz | Athlet           | Land | Zeit (min) | Länderkampfwertung | Länderkampfwertung |
| ----- | ---------------- | ---- | ---------- | ------------------ | ------------------ |
| 1     | Michael Karst    | FRG  | 8:52,5     | 1. FRG 2. DNK      | 7 P 4 P            |
| 2     | Wigmar Pedersen  | DNK  | 8:56,9     | 1. FRG 2. DNK      | 7 P 4 P            |
| 3     | Werner Schumann  | FRG  | 8:59,8     | 1. FRG 2. DNK      | 7 P 4 P            |
| 4     | Ed Leddy         | IRL  | 9:01,0     | 1. FRG 2. IRL      | 8 P 3 P            |
| 5     | Karl-Åge Søltoft | DNK  | 9:04,0     | 1. FRG 2. IRL      | 8 P 3 P            |
| 6     | Des McCormack    | IRL  | 9:21,2     | 1. FRG 2. IRL      | 8 P 3 P            |

Datum: 6. August

### 4 × 100 m Staffel
| Platz | Besetzung      | Land                                                        | Zeit (s) | Länderkampfwertung | Länderkampfwertung |
| ----- | -------------- | ----------------------------------------------------------- | -------- | ------------------ | ------------------ |
| 1     | BR Deutschland | Rainer Kallnik Heinz Rienecker Edgar Krüger Günter Wessing  | 42,9     | 1. FRG 2. DNK      | 5 P 2 P            |
| 2     | Dänemark       | J. Markussen Voigt Frank Foli-Andersen Søren Viggo Pedersen | 43,0     | 1. FRG 2. IRL      | 5 P 2 P            |
| 3     | Irland         | Frank Walley Ross Flannery Vincent Becker                   | 43,6     | 1. FRG 2. IRL      | 5 P 2 P            |

Datum: 5. August

### 4 × 400 m Staffel
| Platz | Besetzung      | Land                                                                | Zeit (min) | Länderkampfwertung | Länderkampfwertung |
| ----- | -------------- | ------------------------------------------------------------------- | ---------- | ------------------ | ------------------ |
| 1     | BR Deutschland | Karl-Norbert Jans Wolfgang Druschky Karlheinz Barchfeld Rainer Boyé | 3:16,9     | 1. FRG 2. DNK      | 5 P 2 P            |
| 2     | Irland         | Dooley Denis O’Connell Keeffe Fanahan McSweeney                     | 3:24,6     | 1. FRG 2. IRL      | 5 P 2 P            |
| 3     | Dänemark       | E. Jørgensen Gerd Larsen Sjvind Thorup N. Kahlke                    | 3:34,3     | 1. FRG 2. IRL      | 5 P 2 P            |

Datum: 6. August

### 20 km Gehen
| Platz | Athlet            | Land | Zeit (h) | Länderkampfwertung | Länderkampfwertung |
| ----- | ----------------- | ---- | -------- | ------------------ | ------------------ |
| 1     | Siegfried Richter | FRG  | 1:30:17  | 1. FRG 2. DNK      | 8 P 3 P            |
| 2     | Heinrich Schubert | FRG  | 1:35:26  | 1. FRG 2. DNK      | 8 P 3 P            |
| 3     | Ole David Jensen  | DNK  | 1:37:58  | 1. FRG 2. DNK      | 8 P 3 P            |
| 4     | Leo Frey          | FRG  | 1:39:58  | 1. FRG 2. DNK      | 8 P 3 P            |
| 5     | Jon Hearty        | IRL  | 1:42:51  | 1. FRG 2. IRL      | 8 P 3 P            |
| 6     | Milton Juul       | DNK  | 1:43:27  | 1. FRG 2. IRL      | 8 P 3 P            |
| 7     | Finton Walsh      | IRL  | 1:43,55  | 1. FRG 2. IRL      | 8 P 3 P            |
| 8     | John Mackey       | IRL  | 1:50:11  | 1. FRG 2. IRL      | 8 P 3 P            |

### Hochsprung
| Platz | Athlet              | Land | Höhe (m) | Länderkampfwertung | Länderkampfwertung |
| ----- | ------------------- | ---- | -------- | ------------------ | ------------------ |
| 1     | Heinz-Günter Zimmer | FRG  | 2,06     | 1. FRG 2. DNK      | 7 P 4 P            |
| 2     | Jesper Tørring      | DNK  | 2,03     | 1. FRG 2. DNK      | 7 P 4 P            |
| 3     | Karl-Otto Morsch    | FRG  | 2,00     | 1. FRG 2. DNK      | 7 P 4 P            |
| 4     | N. H. Linnet        | DNK  | 2,00     | 1. FRG 2. IRL      | 8 P 3 P            |
| 5     | Jim Fanning         | IRL  | 1,95     | 1. FRG 2. IRL      | 8 P 3 P            |
| 6     | Chris Farrell       | IRL  | 1,85     | 1. FRG 2. IRL      | 8 P 3 P            |

Datum: 5. August

### Stabhochsprung
| Platz | Athlet            | Land | Höhe (m) | Länderkampfwertung | Länderkampfwertung |
| ----- | ----------------- | ---- | -------- | ------------------ | ------------------ |
| 1     | Manfred Bechers   | FRG  | 4,70     | 1. FRG 2. DNK      | 8 P 3 P            |
| 2     | Ulrich Steinacker | FRG  | 4,70     | 1. FRG 2. DNK      | 8 P 3 P            |
| 3     | Peter Jensen      | DNK  | 4,60     | 1. FRG 2. DNK      | 8 P 3 P            |
| 4     | Jørgen Jensen     | DNK  | 4,50     | 1. FRG 2. IRL      | 8 P 3 P            |
| 5     | Liam Gleeson      | IRL  | 4,10     | 1. FRG 2. IRL      | 8 P 3 P            |
| 6     | M. Kennedy        | IRL  | 3,95     | 1. FRG 2. IRL      | 8 P 3 P            |

Datum: 6. August

### Weitsprung
| Platz | Athlet         | Land | Weite (m) | Länderkampfwertung | Länderkampfwertung |
| ----- | -------------- | ---- | --------- | ------------------ | ------------------ |
| 1     | Jesper Tørring | DNK  | 7,53      | 1. DNK 2. FRG      | 6 P 5 P            |
| 2     | Hans Schicker  | FRG  | 7,32      | 1. DNK 2. FRG      | 6 P 5 P            |
| 3     | Hermann Latzel | FRG  | 7.11      | 1. DNK 2. FRG      | 6 P 5 P            |
| 4     | J. Barry       | IRL  | 6,96      | 1. FRG 2. IRL      | 8 P 3 P            |
| 5     | P. Mikkelsen   | DNK  | 6,83      | 1. FRG 2. IRL      | 8 P 3 P            |
| 6     | J. Magee       | IRL  | 6,30      | 1. FRG 2. IRL      | 8 P 3 P            |

Datum: 5. August

### Dreisprung
| Platz | Athlet        | Land | Weite (m) | Länderkampfwertung | Länderkampfwertung |
| ----- | ------------- | ---- | --------- | ------------------ | ------------------ |
| 1     | Ludwig Franz  | FRG  | 15,64     | 1. FRG 2. DNK      | 8 P 3 P            |
| 2     | Rolf Liebs    | FRG  | 15,34     | 1. FRG 2. DNK      | 8 P 3 P            |
| 3     | Sean Power    | IRL  | 15,23     | 1. FRG 2. DNK      | 8 P 3 P            |
| 4     | John Andersen | DNK  | 15,07     | 1. FRG 2. IRL      | 8 P 3 P            |
| 5     | Svend Schink  | DNK  | 14,62     | 1. FRG 2. IRL      | 8 P 3 P            |
| 6     | J. Magee      | IRL  | 14,51     | 1. FRG 2. IRL      | 8 P 3 P            |

Datum: 6. August

### Kugelstoßen
| Platz | Athlet               | Land | Weite (m) | Länderkampfwertung | Länderkampfwertung |
| ----- | -------------------- | ---- | --------- | ------------------ | ------------------ |
| 1     | Hans-Dieter Möser    | FRG  | 18,40     | 1. FRG 2. DNK      | 7 P 4 P            |
| 2     | Phil Conway          | IRL  | 17,75     | 1. FRG 2. DNK      | 7 P 4 P            |
| 3     | Ole Lindskjøld       | DNK  | 16,71     | 1. FRG 2. DNK      | 7 P 4 P            |
| 4     | Karl-Heinz Steinmetz | FRG  | 16,54     | 1. FRG 2. IRL      | 7 P 4 P            |
| 5     | Kaj Andersen         | DNK  | 15,90     | 1. FRG 2. IRL      | 7 P 4 P            |
| 6     | Brendan Coughlan     | IRL  | 15,71     | 1. FRG 2. IRL      | 7 P 4 P            |

Datum: 5. August

### Diskuswurf
| Platz | Athlet               | Land | Weite (m) | Länderkampfwertung | Länderkampfwertung |
| ----- | -------------------- | ---- | --------- | ------------------ | ------------------ |
| 1     | Kaj Andersen         | DNK  | 58,56     | 1. DNK 2. FRG      | 6 P 5 P            |
| 2     | Karl-Heinz Steinmetz | FRG  | 57,50     | 1. DNK 2. FRG      | 6 P 5 P            |
| 3     | Franz Ziegler        | FRG  | 53,66     | 1. DNK 2. FRG      | 6 P 5 P            |
| 4     | Steen Hedegard       | DNK  | 50,20     | 1. FRG 2. IRL      | 8 P 3 P            |
| 5     | Len Braham           | IRL  | 49,32     | 1. FRG 2. IRL      | 8 P 3 P            |
| 6     | B. Kelley            | IRL  | 41,08     | 1. FRG 2. IRL      | 8 P 3 P            |

Datum: 6. August

### Hammerwurf
| Platz | Athlet          | Land | Weite (m) | Länderkampfwertung | Länderkampfwertung |
| ----- | --------------- | ---- | --------- | ------------------ | ------------------ |
| 1     | Peter Rieck     | FRG  | 68,05     | 1. FRG 2. DNK      | 8 P 3 P            |
| 2     | Roland Kempf    | FRG  | 63,94     | 1. FRG 2. DNK      | 8 P 3 P            |
| 3     | Erik Fisker     | DNK  | 59,28     | 1. FRG 2. DNK      | 8 P 3 P            |
| 4     | Flemming Fisker | DNK  | 56,79     | 1. FRG 2. IRL      | 8 P 3 P            |
| 5     | Terry Gent      | IRL  | 52,28     | 1. FRG 2. IRL      | 8 P 3 P            |
| 6     | Bernie Hartigan | IRL  | 48,68     | 1. FRG 2. IRL      | 8 P 3 P            |

Datum: 5. August

### Speerwurf
| Platz | Athlet       | Land | Weite (m) | Länderkampfwertung | Länderkampfwertung |
| ----- | ------------ | ---- | --------- | ------------------ | ------------------ |
| 1     | Peter Mörbel | FRG  | 74,40     | 1. FRG 2. DNK      | 8 P 3 P            |
| 2     | Horst Timmer | FRG  | 71,90     | 1. FRG 2. DNK      | 8 P 3 P            |
| 3     | Kurt Bradal  | DNK  | 65,48     | 1. FRG 2. DNK      | 8 P 3 P            |
| 4     | Paul Søby    | DNK  | 64,70     | 1. FRG 2. IRL      | 8 P 3 P            |
| 5     | Pat Moore    | IRL  | 58,52     | 1. FRG 2. IRL      | 8 P 3 P            |
| 6     | J. Handley   | IRL  | 48,76     | 1. FRG 2. IRL      | 8 P 3 P            |

Datum: 6. August